# 元気家族テレビ となりのマエストロ
『元気家族テレビ となりのマエストロ』（げんきかぞくテレビ となりのマエストロ）は、2009年10月18日から2010年9月19日まで、毎日放送の製作により、TBS系列局ほかで放送された情報バラエティ番組である。TBS系列局での放送時間は毎週日曜22:00 - 22:54（JST）。ハイビジョン制作。通称は『となりのマエストロ』『マエストロ』。
TBS系列以外ではフジテレビ系列局の秋田テレビで、2009年11月より毎週日曜日（9:00 - 9:54）に放送された。

## 概要
『世界ウルルン滞在記シリーズ』や『地球感動配達人 走れ!ポストマン』と14年半続いた海外紀行シリーズに代わる毎日放送（MBS）制作のTBS系日曜22時枠の番組である。
ザ・ドリフターズの志村けんが中心となる「志村家」に様々なフィールドの巨匠=マエストロが手にする情報が届き、その最新情報、役立つ情報などを伝えていく番組構成で放送された。
キャッチフレーズは「マエストロがイイんだヨ!!」（これは麒麟麦酒の発泡酒「淡麗グリーンラベル」のCMのパロディ）。
番組放送末期の2010年7月から、志村と同じザ・ドリフターズのメンバーである加藤茶が準レギュラーとして出演した。
地上アナログ放送では当初、レターボックス放送で放送され、後にサイドカットでの放送となったが、2010年7月5日から地上デジタル放送の完全移行まで1年余りとなったのを前提として地上アナログ放送の全番組がレターボックス放送に移行するのに伴い、同年7月18日放送分から再びレターボックス放送となった。

## 出演者

### 志村家のみなさん（レギュラー）
- 志村けん（ザ・ドリフターズ、お父さん）
  - 番組内ではMCを担当。
- 宮崎美子（お母さん）
- タカアンドトシ（タカ・トシ。次男・長男）
  - 番組内では基本的にトシがアシスタントを担当。タカMAXのコーナーではタカが進行を担当し、トシがサポートをしている。
- 星野真里（長女）
- 田中美晴（次女）

### 準レギュラー
- 加藤茶（町内会長、志村の友人）

タカMAX
- 愛実（タカの幼なじみ）

ゲストプレゼンター（お隣さん）
- 加藤歩（ザブングル）
- 村上知子（森三中）
- 東貴博（Take2）
- 木佐彩子
- 高田延彦
- 山口もえ
- 友近
- 優木まおみ
- 上島竜兵（ダチョウ倶楽部）
- ヒデ（ペナルティ）

### ナレーション
- 根岸朗
- 横尾まり

ほか

## スタッフ
- 構成：安達元一 / たむらようこ、八代丈寛、東洋双輔、遠藤敬
- ブレーン：袰川斉（やんかわ商店）
- リサーチ：スコープ、安達塾
- TP：加山郁芳、深谷高史
- SW：岩田一巳
- カメラ：河野昌寿
- VE：水野博道
- 音声：加瀬悦史
- 照明：長谷川英樹
- TK：鈴木裕恵
- 音響効果：久坂惠紹
- 技術デスク：高橋朋子
- 編集：小宮純一
- MA：熊井明子、中尾和博
- ロケ技術：ゼファー、ティ・ピー・ブレーン、マリポーサカンパニー、キャミックス
- 美術プロデューサー：上中普雄（MBS）、中嶋美津夫
- デザイン：内田公幸（MBS）、宇野宏美
- 美術進行：宇賀田暁彦
- 装飾：深山健太郎
- オープニングCG：紀野伸子（MBS企画）
- タイトル：宮本由紀子（MBS企画）
- メイク：マービィ
- スタイリスト：今井聖子
- AP：山崎文菜（THE WORKS）、山本玲子
- FD：黒田源治（SSSystem）
- ディレクター：島田朋恵（JUMP）、松原裕・平野隼人（以上THE WORKS）、小谷直之・高橋真琴・岸本公平（以上BRAINMAX）、鎌迫敏弘・前田知秀（以上レジスタx1）、高橋寛之（やんかわ商店）、日向健・竹前光昭（BEGIN）
- 演出：たぐちゆたか（BRAINMAX）、花房タロウ、山崎陽宏（THE WORKS）【週替り】
- 総合演出：林智也（MBS）
- プロデューサー：田中将徳（MBS）、松島俊輔（電通）、北詰由賀（THE WORKS）、松本光司（DAWN.ドーン）
- 美術協力：KAIYODO
- 収録スタジオ:レモンスタジオ
- 協力：放送映画製作所、ニユーテレス、アックス、プログレッソ、麻布プラザ、戯音工房、MBS企画
- 制作協力：BRAINMAX、JUMP、THE WORKS、レジスタx1、DAWN.ドーン
- 製作著作：毎日放送

## エンディングテーマ
- 番組終了時の提供クレジット表示時には、楽曲のプロモーションビデオの一部分が流れる。
- 2009年10月 - 12月：PhilHarmoUniQue「真っ白な未来」
- 2010年1月 - 3月：D.W.ニコルズ「春風」
- 2010年4月 - 6月：スムルース「体感幸福論」